# Psicoterapia umanistica
La psicoterapia umanistica è una forma di psicoterapia che si è sviluppata negli anni sessanta grazie all'iniziativa di Abraham Maslow che riunì un gruppo di psicologi fondando l'Associazione di Psicologia Umanistica.

## Descrizione
Maslow stesso definì il movimento che prese forma “la terza forza” per indicare che questo nuovo filone di pensiero si spingeva oltre le concezioni deterministiche e monopolistiche che contraddistinguevano i due indirizzi principali già esistenti: la psicologia dinamica e quella comportamentale. Questo nuovo movimento traeva ispirazione da due filoni filosofici: l'Umanesimo e l'Esistenzialismo. Con l'umanesimo la psicologia della terza forza condivide il bisogno di rivalutare l'uomo di fronte alla pressione di dogmi e concezioni totalizzanti.
Dall'esistenzialismo invece sembra aver preso l'atteggiamento di insofferenza nei confronti del pensiero psicologico e filosofico di tipo accademico che si è dimostrato spesso astratto e lontano dalla vita concreta, poco applicabile nella realtà del vivere quotidiano. L'esistenzialismo infatti tende a dare molto valore al rapporto tra l'uomo e la realtà in cui vive e quindi al modo personale ed unico di vivere di ciascun individuo.
Alla capacità che l'uomo ha di impegnarsi nella soluzione dei suoi conflitti esistenziali e di fare scelte e prendere decisioni è dato un valore altissimo poiché grazie a ciò l'individuo ha la possibilità di reagire alla sensazione di impotenza e di solitudine che spesso contraddistinguono la vita dell'uomo di fronte al mondo. Quindi la psicologia della terza forza si proponeva di fare un passo oltre la teoria soprattutto quando questa non è in grado di dare un sostegno concreto al vissuto nella vita reale.
L'attenzione degli psicologi della terza forza si rivolge all'esperienza vissuta dall'individuo e al significato che egli tende a dargli anziché alle interpretazioni su basi teoriche. Più che una realtà assoluta si cerca quindi di comprendere quale sia la realtà relativa e soggettiva, il vissuto personale. Gli psicologi della terza forza hanno rivolto l'attenzione all'individuo capace di condurre un'esistenza piena e vitale per comprendere come la capacità di scelta, la creatività, il desiderio di autorealizzazione siano caratteristiche umane che se favorite portano l'individuo a stare bene.
Vi è un forte interesse allo sviluppo del potenziale umano ed un grande rispetto per l'individuo, per la sua soggettività, per il suo vissuto. Maslow era fortemente convinto che l'uomo non fosse semplicemente un essere guidato da spinte ambientali o istintuali di fronte a cui non ha la capacità e la volontà sufficiente per scegliere il proprio comportamento, egli affermava che l'individuo è mosso da una spinta interiore verso l'autorealizzazione ed essendo dotato di volontà e capacità autovalutativa, è in grado di scegliere e di assumersi la responsabilità delle sue decisioni determinando il suo processo di crescita.
Studiare il processo del divenire umano che spinge l'individuo a crescere è la via per comprendere in che modo l'individuo può appagare la sua spinta interiore verso l'autorealizzazione. Si capisce chiaramente un modo di pensare opposto al determinismo delle due scuole antecedenti in cui l'individuo è considerato impotente di fronte alle spinte istintive o alle condizioni ambientali. Lo studio dell'uomo sano è alla base di questo modo di ricercare la via per il benessere. L'individuo è nella sua condizione “sana” quando si muove consapevolmente nel processo di crescita determinando il suo percorso in base ai bisogni che sente ed alle scelte che fa per soddisfarli.
L'individuo è considerato l'unico in grado di conoscere se stesso fino in fondo, e quindi anche il ruolo dello psicoterapeuta nel contesto Umanistico si è trasformato.
La relazione tra terapeuta e cliente si adattò al principio secondo cui il rapporto “Io-Tu” è la condizione essenziale affinché il potenziale umano possa svilupparsi. È infatti nell'esperienza del relazionarsi che l'individuo trova molti stimoli per attingere alle sue risorse latenti. Quindi il terapeuta da interlocutore passivo e muto, nell'ambito della psicologia Umanistica diviene un alleato che accompagna il cliente con l'intenzione di comprendere il significato che il cliente dà al proprio vissuto per aiutarlo a portare chiarezza nelle tematiche esistenziali al fine di operare delle scelte consapevoli.
Riassumendo, in pratica i contenuti a cui il movimento iniziato da Maslow si è ispirato sono i seguenti:
- L'esperienza soggettiva è il fenomeno umano primario e viene considerata con molto rispetto.
- La capacità di scelta, di autovalutazione, la creatività, la spinta verso l'autorealizzazione, il senso di responsabilità, sono considerate qualità umane fondamentali da sviluppare.
- Il paziente è l'unico in grado di avere un'idea completa di sé e della sua vita, quindi basilare è il significato che egli dà alla sua esperienza.
- Un grande rispetto per l'individuo quale entità psicobiologica ricca di potenziale spinto alla relazione con l'ambiente nel quale tende a realizzarsi.